# Thomas Egerton, 1. Viscount Brackley

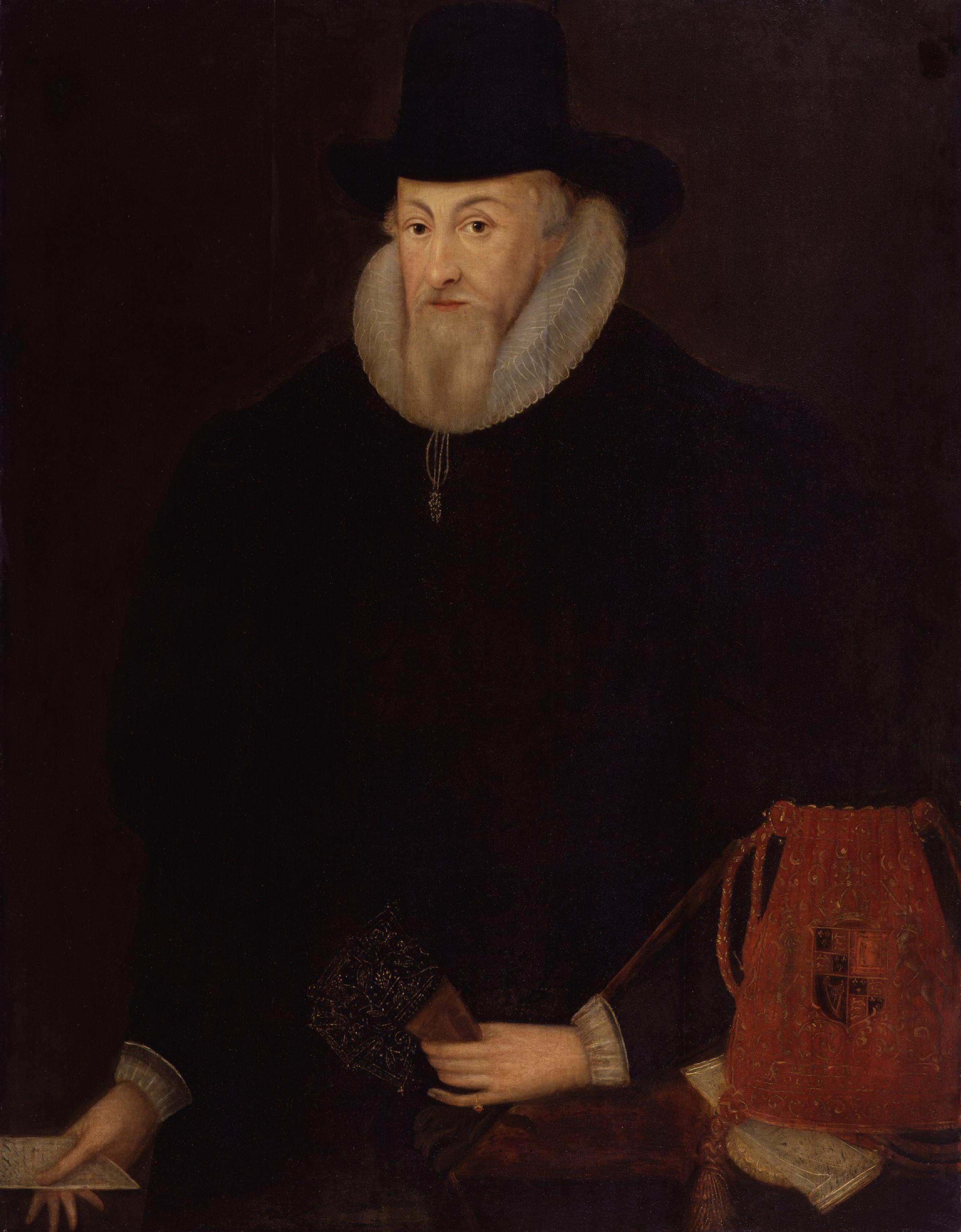
Thomas Egerton, 1. Viscount Brackley

Thomas Egerton, 1. Viscount Brackley (* 1540 in Dodleston, Cheshire; † 15. März 1617 in York House, Whitehall) war ein englischer Politiker, der unter anderem als Lord Keeper of the Great Seal und Lordkanzler diente.

## Leben

### Familie und Ausbildung
Thomas Egerton wurde 1540 in Dodleston, Cheshire geboren. Er war der uneheliche Sohn von Sir Richard Egerton und dessen Dienstmädchen, einer unverheirateten Frau namens Alice Sparks aus Bickerton. Die Familie seines Vaters erkannte ihn jedoch an und bezahlte für seine Ausbildung. Egerton studierte Geisteswissenschaften am Brasenose College an der Universität Oxford und bekam 1559 den Bachelor verliehen. Im Anschluss studierte er Recht am Lincoln’s Inn und erhielt 1572 seine Zulassung als Barrister.
Er war römisch-katholisch, bis zu einem Zeitpunkt im Jahr 1570, als seine Nicht-Konformität mit der Church of England zu einem Problem wurde, da seine Inn eine Beschwerde des Privy Council erhielt.
Egerton baute eine respektable Anwaltspraxis auf und plädierte für Fälle vor den Gerichten der Queen’s Bench, Chancery und Exchequer. Nachdem Königin Elisabeth I. ihn einen Fall gegen die Krone verhandeln sah, wurde er zum Queen’s Counsel ernannt. Im Jahr 1579 wurde er zum Master of the Bench of Lincoln’s Inn gewählt. Am 28. Juni 1581 wurde er zum Solicitor General ernannt.

### Solicitor General
Als Solicitor General vertrat Egerton die Krone häufig in Rechtsstreitigkeiten, oft anstelle des Attorney General. 1586 war er einer der Ankläger im Prozess gegen Maria Stuart, ebenso im Prozess gegen Philip Howard, Earl of Arundel. Am 2. Juni 1592 wurde Egerton zum Attorney General ernannt, im darauffolgenden Jahr zum Knight Bachelor geschlagen. Am 10. April 1594 wurde er zum Master of the Rolls ernannt, nach dem Tod von Lord Keeper Puckering wurde Egerton 1596 schließlich Lord Keeper of the Great Seal und Mitglied des Privy Councils. Gleichzeitig behielt er seinen Posten als Master of the Rolls.
Von 1584 bis 1587 war Egerton zudem als Knight of the Shire für Cheshire Mitglied des Unterhauses des Englischen Parlaments.

### Lord Keeper und Lordkanzler
Als Lord Keeper wurden Egertons Urteile geschätzt, aber die Richter des Common Law nahmen ihm oft übel, dass er ihre Entscheidungen aufhob. Er versuchte auch, die Zuständigkeit des Court of Chancery auf die Verhängung von Geldstrafen zur Durchsetzung seiner Verfügungen auszuweiten. Im neunten Parlament der Regierungszeit von Elisabeth (1597–1598) setzte er sich für Rechtsreformen und die königliche Befugnis zur Schaffung von Monopolen ein.
Im November 1599 bat Egerton den Höfling Michael Stanhope darum, in seinem Namen der Königin Perlen als Geschenk zu überreichen, um deren Gunst zu gewinnen. Diese bat Stanhope jedoch, die Perlen zurückzugeben, woraufhin Egerton das Gefühl hatte, dass Stanhope ihn im Stich gelassen hatte.
Thomas Egerton war gut mit Robert Devereux, 2. Earl of Essex, befreundet und setzte sich des Öfteren für das Verbessern des Verhältnisses zwischen Essex und der Königin ein. Nachdem Essex in Ungnade aus Irland zurückgekehrt war, wurde er in die Obhut des Lord Keeper gegeben und stand im York House, Strand, unter Hausarrest. Egerton war einer der Richter in Essex’ erstem Prozess, versuchte, diesen zu einer Entschuldigung zu überreden und die Gnade der Königin zu erbitten. Letztlich sprach Egerton das Urteil über Essex aus, wenngleich es von der Königin vorgegeben worden war. Während Essex’ Rebellion wurde Egerton zu Essex geschickt, um diesen zu überreden aufzugeben und sich zu stellen, wurde jedoch stattdessen für mehrere Stunden als Geisel gehalten, bis einer von Essex’ Unterstützern ihn befreite, um eine Begnadigung von der Königin zu erwirken.
Als Jakob VI. von Schottland 1603 als Jakob I. König von England wurde, reiste Egerton im Juni 1603 gemeinsam mit Thomas Sackville, 1. Baron Buckhurst, nach Northamptonshire, um dort dessen Gattin Anna von Dänemark und ihre Kinder auf ihrer Reise nach Windsor Castle zu begrüßen. Unter dem neuen König behielt Egerton sein Amt, am 19. Juli 1603 wurde er von König Jakob sogar zum Lordkanzler und als Baron Ellesmere zum erblichen Peer erhoben. Er wurde dadurch Mitglied des Oberhauses des Englischen Parlaments. Sein Amt als Master of the Rolls verlor er hingegen am 18. Mai 1603, da der neue Amtsinhaber jedoch nicht anwesend war, führte Egerton dennoch weiter das Amt aus. Kurze Zeit später saß er dem Prozess gegen Henry Brooke und Thomas Grey wegen Hochverrats aufgrund ihrer Rolle in einer Verschwörung gegen den König vor.
Im ersten Parlament von Jakob I. versuchte Egerton, das Recht des Lordkanzlers auszuüben, Mitglieder von der Teilnahme am Unterhaus auszuschließen, gab dieses Recht aber schließlich an das Unterhaus selbst ab. Er versuchte, das Parlament davon zu überzeugen, die Pläne des Königs für eine Union von England und Schottland zu unterstützen, was ihm jedoch nicht gelang. 1606 entschied er, dass schottische Untertanen, die nach der Thronfolge von Jakob I. geboren wurden, eingebürgerte englische Untertanen waren. Egerton unterstützte die königliche Prärogative, war aber darauf bedacht, sie zu definieren und sicherzustellen, dass sie nicht mit den gewöhnlichen Rechtsverfahren verwechselt wird. Gegen Ende seines Lebens widersetzte er sich den Argumenten von Sir Edward Coke, dem Lord Chief Justice, und unterstützte den König schließlich dabei, seine Entlassung durchzusetzen. Von 1610 bis 1617 amtierte er auch als Kanzler der Universität Oxford.
Egerton versuchte mehrfach zurückzutreten, da er zusehends alt und gebrechlich wurde, schließlich akzeptierte der König seinen Rücktritt am 5. März 1617, nachdem er Egerton zuvor noch am 7. November 1616 zum Viscount Brackley erhoben hatte. Ihm wurde auch die Erhebung zum Earl versprochen, wofür er jedoch nur wenig Interesse zeigte.
Thomas Egerton starb nur zehn Tage nach der Niederlegung seines Amtes am 15. März 1617. Er wurde in Dodleston in Cheshire beigesetzt.

### Anwesen
1598 kaufte Egerton Tatton Park, das für mehr als drei Jahrhunderte im Besitz der Familie bleiben sollte. Etwa zur gleichen Zeit stellte er John Donne als Sekretär an. Diese Beschäftigung endete jedoch in einigen Verwirrungen, da dieser 1601 heimlich Ann More, die Nichte von Egertons zweiter Ehefrau, geheiratet hatte. In Ashridge in Hertfordshire kaufte Egerton Ashridge House, eins der größten Landhäuser in England. Das Haus hatte Königin Elisabeth gehört, die es von ihrem Vater Heinrich VIII. geerbt hatte, der es sich nach der Auflösung der englischen Klöster angeeignet hatte. Ashridge House diente der Familie Egerton bis ins 19. Jahrhundert als Residenz. In Little Gaddesden Church, ganz in der Nähe von Ashridge House, hatte die Familie später eine eigene Kapelle (die Bridgewater Chapel), mit einer Grablege, wo viele Grabmale an die Dukes und Earls of Bridgewater und deren Familien erinnern.
Auch kaufte Egerton ein Haus in Harefield, wo er im August 1602 eine aufwendige Unterhaltung für Königin Elisabeth organisierte.

Wappen der Familie Egerton

## Ehen und Nachkommen
Spätestens 1576 heiratete Thomas Egerton in erster Ehe Elizabeth Ravenscroft, die Tochter von Thomas Ravenscroft of Bretton in Flintshire. Der Ehe entstammten drei Kinder:
- Hon. Mary Egerton († 1612), ⚭ 1597 Sir Francis Leigh;
- Sir Thomas Egerton (vor 1579–1599), ⚭ Elizabeth Venables;
- John Egerton, 1. Earl of Bridgewater, 2. Viscount Brackley (1579–1649), ⚭ 1603 Frances Stanley.

Nach dem Tod seiner ersten Ehefrau, 1588, heiratete er um 1596 in zweiter Ehe Elizabeth More, die Tochter von Sir William More of Loseley in Surrey, und Witwe von Sir John Wolley. Die Ehe blieb kinderlos.
Nach dem Tod seiner zweiten Ehefrau im Januar 1600 heiratete Egerton im Oktober 1600 in dritter Ehe Alice Spencer, die Tochter des Sir John Spencer und Witwe von Ferdinando Stanley, 5. Earl of Derby. Sie überlebte ihn um zwanzig Jahre und war eine bekannte Kunstmäzenin. Die Ehe blieb kinderlos.